# TT Гидры
TT Гидры (лат. TT Hydrae), HD 97528 — двойная затменная переменная звезда типа Алголя (EA) в созвездии Гидры на расстоянии приблизительно 625 световых лет (около 192 парсек) от Солнца. Видимая звёздная величина звезды — от +9,02m до +7,25m. Орбитальный период — около 6,9534 суток.
Открыта Гарри Эдвином Вудом в 1928 году*.

## Характеристики
Первый компонент — бело-голубая звезда спектрального класса B9,5V**, или B9,5, или A2IIIe, или A2, или A5IIIe. Масса — около 2,63 солнечной, радиус — около 1,99 солнечного, светимость — около 33,884 солнечной. Эффективная температура — около 10754 K.
Второй компонент — жёлто-оранжевая звезда спектрального класса G5IV, или G5III, или K1III-IV**. Масса — около 0,6 солнечной, радиус — около 5,69 солнечного, светимость — около 10,233 солнечной. Эффективная температура — около 4330 K. Удалён на 22,65 угловой секунды.

## Планетная система
В 2019 году учёными, анализирующими данные проектов HIPPARCOS и Gaia, у звезды обнаружена планета HIP 54807 b.